# Никольский монастырь (Хемелюм)
Никольский монастырь (нидерл. Klooster van de Helige Nicolaas, также Русский православный монастырь в Хемелюме, нидерл. Russisch Orthodoxe Klooster van Hemelum) — православный мужской монастырь Гаагской и Нидерландской епархии Русской православной церкви, находящийся в деревне Хемелюм во Фрисландии.
Престольный праздник — 6 (19) декабря

## История
Монастырь был основан летом 1999 года двумя братьями-голландацами, выходцами из Фрисландии — иеромонахом Онуфрием и иеромонахом Евсевием, возвратившимися в Нидерланды из Яблочинского монастыря (Польша) и приступившими вместе с добровольцами к реконструкции здания бывшей протестантской (реформатской) церкви, датируемой 1889 годом. Новоустроенный монастырь получил наименование в честь святителя Николая Чудотворца, как и существовавший ранее в Хемелюме в XII—XV века католический монастырь.
20 февраля 2001 года главный храм обители был освящён епископом Брюссельским и Бельгийским и временно Гаагским и Нидерландским Симоном (Ишунином), который вложил под престол храма мощи святого Георгия Хозевита.

## Святыни
В монастыре хранятся частицы мощей спутников святого Бонифация, которые были убиты вместе с ним в 754 году в Доккуме, и святого Григория, бывшего епископом Утрехта в VIII веке, являвшегося одним из известных учеников святого Бонифация.